# 塔里木
塔里木（維吾爾語：‎，拉丁维文：Tarïm）又译塔里母、特里木、铁里木，是新疆维吾尔自治区阿克苏地区的古地名，后成为河流名称和盆地名称。最早汉译名为“塔林”:103。
新疆南部塔里木盆地的内流河——塔里木河在西汉至唐朝初年的河名无记载。北魏郦道元《水经注·卷二》中，称南河。此名应是根据方位确定的名称。相对的，流经“龟兹国南”的河为“北河”。唐朝初年编撰的《周书·龟兹传》、《北史·龟兹传》称河名为计戍水:102。10世纪成书的《世界境域志》提及WAJĀKH河，“河至龟兹边境，乃称龟兹河:247（库车河:106）”。弗拉基米尔·米诺尔斯基指其就是塔里木河:247。中国研究者李树辉推测是《水经注》所记的南河或北河:106。
“塔里木”一名最早见于1070年代成书的《突厥语大词典》。此书共收录4个词条，分别解释为：1，塔里木——回鹘可汗诸子的专用尊号，可汗后代的妻子、女儿则称“黄金塔里木（維吾爾語：‎，拉丁维文：altun tarïm）”；2，流入湖泊和沙漠的河川支流；3，位于回鹘人边境上被称为龟兹（維吾爾語：‎，拉丁维文：kutʃa）之地附近的一个地方，此地亦称“玉斯迷·塔里木（維吾爾語：‎，拉丁维文：ysmi tarïm）”；4，“玉斯迷·塔里木（維吾爾語：‎，拉丁维文：Altun tarïm）”一条由伊斯兰国流向回鹘国的大河。这条河便是在那里没入沙漠:101。研究者李树辉据此推测“塔里木”一词原是回鹘可汗子女的尊号，820年代初，突厥语族群大规模徙居塔里木盆地地区:103。拥有该尊号的特勤进驻当地，后演变为地名，又用于河流名，后成为盆地名:106。
明朝初期编撰的《元史》中有“曲先塔林”一词，通常认为此词为突厥语Kysεn tarïm的音译。Kysεn为龟兹城（即库车維吾爾語：‎，拉丁维文：kutʃa）的别名:102。《元朝秘史》第二六三节的“古先答邻勒”亦是此词的另一种汉译名。明朝无名氏编撰的《西域土地人物略》提及“叉力失城（今焉耆附近），叉力失城南有他林河”。“他林河”即元代的“塔林”，今塔里木河:246—247
清朝《西域图志》称塔里木河为“额尔色郭勒”，系蒙古语“漫流的水”之意。嘉庆年间，徐松撰写的《西域水道记》记，“准语、回语谓可耕之地曰塔里木，言滨河居人以畊为业也。河北岸置卡伦，[……]河迳卡伦东，复折而趋，水宽五十余丈，是河名所由来矣。（一作塔里母河，又作特里木，铁里木，皆音转也。）”。至今，新疆维吾尔民间亦有类似的说法:103。有当代作者解释“塔里木”一词在古突厥语中是“注入湖泊的沙漠之水”，在现代维吾尔语则是“田园”或“耕地”的意思。研究者李树辉指出“塔里木（tarïm）”与现代维吾尔语的“耕种、播种”义的“tarï”无关，回鹘可汗子女的尊号tarïm当是该词的本义:103，但李树辉未提及尊号的本意。

## 备注
1. ↑  刘迎胜提及的龟兹河记载来自《世界境域志》英译本第70页[2]:251。
李树辉提及的库车河记载来自《世界境域志》第11章第21节[1]:106。
2. ↑  《元史·世祖本纪》至元二十九年二月辛巳“從樞密院臣暗伯等請，就襄陽給曲先塔林合剌魯六百三十七戶田器種粟，俾耕而食”。合剌鲁即“葛逻禄”（qarluq），龟兹地区为葛逻禄人居地[1]:102—103。
《元史·成宗本纪》元祯元年春正月“壬申，立曲先塔森都元帅府”[1]:102。